# Betty Harvie Anderson, Baroness Skrimshire of Quarter
Margaret Betty Harvie Anderson, Baroness Skrimshire of Quarter, OBE, (* 12. August 1913 in Glasgow, Schottland; † 7. November 1979) war eine britische Politikerin der Conservative Party. Seit Oktober 1979 war sie als Life Peeress Mitglied des House of Lords.

## Leben
Margaret Betty Harvie Anderson wurde in 9, London Terrace in Glasgow als einziges Kind von Colonel Thomas Alexander Harvie Anderson († 1953) und dessen Ehefrau Margaret Agnes (Nessie) Wilson Shearer († 1938) geboren. Ihr Vater war Solicitor und Friedensrichter. Sie verwendete ihren zweiten Vornamen „Betty“ als Rufnamen. Sie besuchte die St Leonards School in St Andrews. 1939 trat sie in den Auxiliary Territorial Service ein; sie wurde dort Lieutenant-Colonel.
Andersons politische Karriere begann in der Kommunalpolitik. 1945 wurde sie als Ratsmitglied in den Grafschaftsrat von Stirlingshire, in das Stirling County Council, gewählt; dieses Amt hatte sie bis 1959 inne. Sie war politisch stark aktiv und im öffentlichen Leben Schottlands eine bekannte Persönlichkeit.
Bei den Britischen Unterhauswahlen 1950 und den Britischen Unterhauswahlen 1951 trat sie für die Conservative Party im Wahlkreis West Stirlingshire an, jedoch erfolglos. Bei den Britischen Unterhauswahlen 1955 trat sie, ebenfalls erfolglos, für die Conservative Party im Wahlkreis Sowerby an. Bei den Britischen Unterhauswahlen 1959 wurde sie für den Wahlkreis Renfrewshire East ins House of Commons gewählt; sie gehörte dem Parlament in der Folgezeit ohne Unterbrechung bis 1979 an. Von 1970 bis 1973 übernahm sie im House of Commons das Amt des First Deputy Chairman of Ways and Means; sie war in diesem Amt stellvertretende Sprecherin (Deputy Speaker) des Britischen Unterhauses. Anderson war die erste Frau im Amts des Speakers, wenn auch nur als Stellvertreterin des Speakers; der erste weibliche Speaker des House of Commons wurde später Betty Boothroyd. Am 23. Januar 1979 meldete sie sich im Rahmen der SUPPLIES AND SERVICES (SCOTLAND)-Debatte letztmals im House of Commons zu Wort. 
1974 wurde sie Mitglied des Privy Council. Sie war Mitglied (Member) der Royal Commission on Local Government in Scotland (1966–1969) und Deputy Lieutenant für Stirlingshire (1977–1979).
Anderson war seit 1960 mit John Francis Penrose Skrimshire († nach 1979) verheiratet; sie hatte keine Kinder. Sie lebte von 1959 bis 1979 auf ihrem Anwesen Quarter in Denny in Stirlingshire in Schottland. Zu ihren privaten Gästen dort gehörte unter anderem Margaret Thatcher. Andersons Haus wird heute als Bed and Breakfast-Landhaus geführt.

## Mitgliedschaft im House of Lords
Am 2. Oktober 1979 wurde Anderson als Baroness Skrimshire of Quarter, of Dunipace in the District of Falkirk, zur Life Peeress erhoben und wurde dadurch Mitglied des House of Lords. Im House of Lords schloss sie sich der Fraktion der Conservative Party an. Der Titelname setzte sich aus dem Familiennamen ihres Ehemannes und dem Namen des Anwesens, auf dem sie in Schottland lebte, zusammen. Am 31. Oktober 1979 wurde sie feierlich ins House of Lords eingeführt. Sie starb wenige Wochen nach ihrer Ernennung und wenige Tage nach ihrer Einführung. 

## Auszeichnungen
Anderson wurde 1955 zum Officer des Order of the British Empire ernannt.